# Obertrum
Obertrum est une commune autrichienne du district de Salzbourg-Umgebung dans l'État de Salzbourg.